# Aubessagne
Aubessagne ist eine Gemeinde mit 743 Einwohnern (Stand: 1. Januar 2022) im französischen Département Hautes-Alpes in der Region Provence-Alpes-Côte d’Azur. Sie gehört zum Kanton Saint-Bonnet-en-Champsaur im Arrondissement Gap.
Sie entstand als Commune nouvelle mit Wirkung vom 1. Januar 2018 durch die Zusammenlegung der bisherigen Gemeinden Chauffayer, Les Costes und  Saint-Eusèbe-en-Champsaur, denen in der neuen Gemeinde der Status einer Commune déléguée nicht zuerkannt wurde. Der Verwaltungssitz befindet sich im Ort Chauffayer.

## Gemeindegliederung
| Ortsteil                       | ehemaliger INSEE-Code | Fläche (km²) | Einwohnerzahl (2015) |
| ------------------------------ | --------------------- | ------------ | -------------------- |
| Chauffayer (Verwaltungssitz)00 | 05039                 | 383          | 10.77                |
| Les Costes                     | 05043                 | 178          | 08.86                |
| Saint-Eusèbe-en-Champsaur      | 05141                 | 150          | 07.92                |

## Geographie
Aubessagne liegt etwa 60 Kilometer südsüdöstlich von Grenoble am Drac. Umgeben wird Aubessagne von den Nachbargemeinden Saint-Firmin im Norden, Saint-Jacques-en-Valgodemard im Osten und Nordosten, La Motte-en-Champsaur im Osten, Saint-Bonnet-en-Champsaur im Süden und Südosten, Poligny im Süden und Südwesten, Le Noyer im Westen und Südwesten sowie Le Glaizil im Westen.
Durch die Gemeinde führt die Route nationale 85.

## Sehenswürdigkeiten

### Chauffayer
- Pastoralkirche Sainte-Anne
- Kapelle Sainte-Anne
- Schloss Château des Herbeys

### Les Costes
- Kirche von Les Costes
- Kapelle von Les Costes

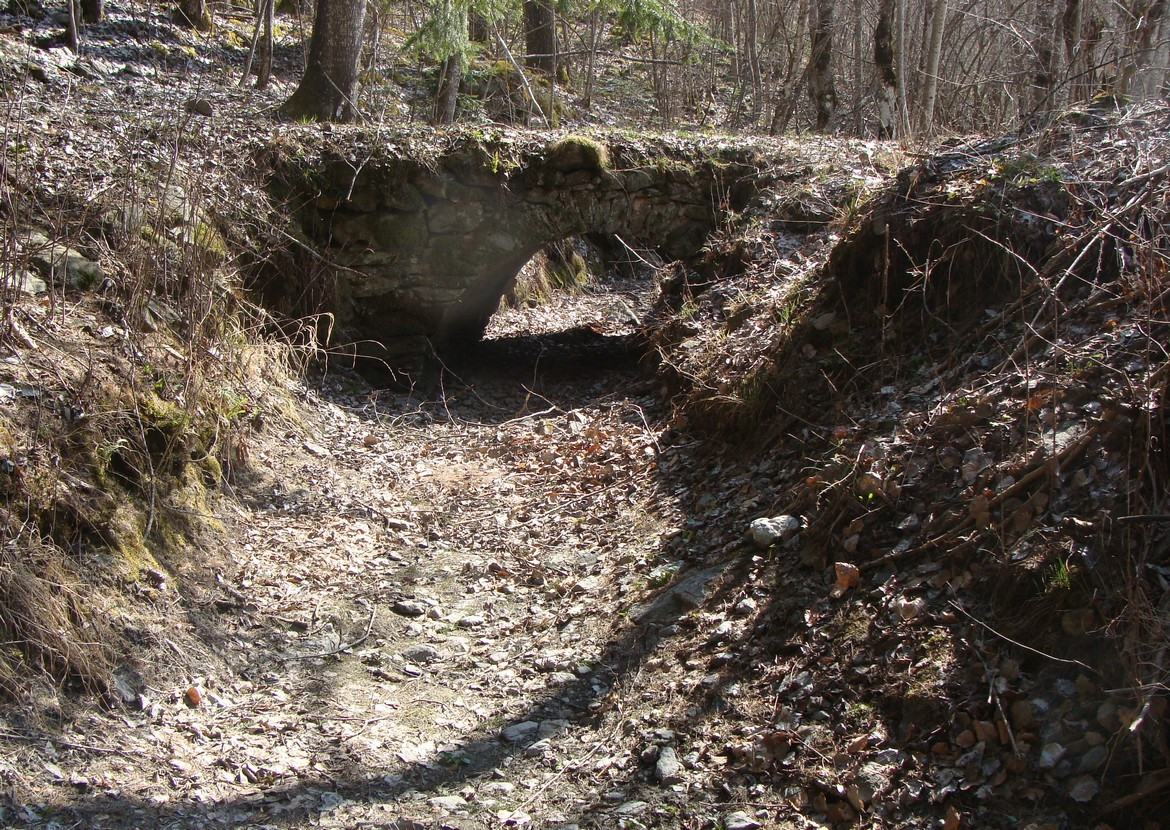
Canal-des-Herbeys
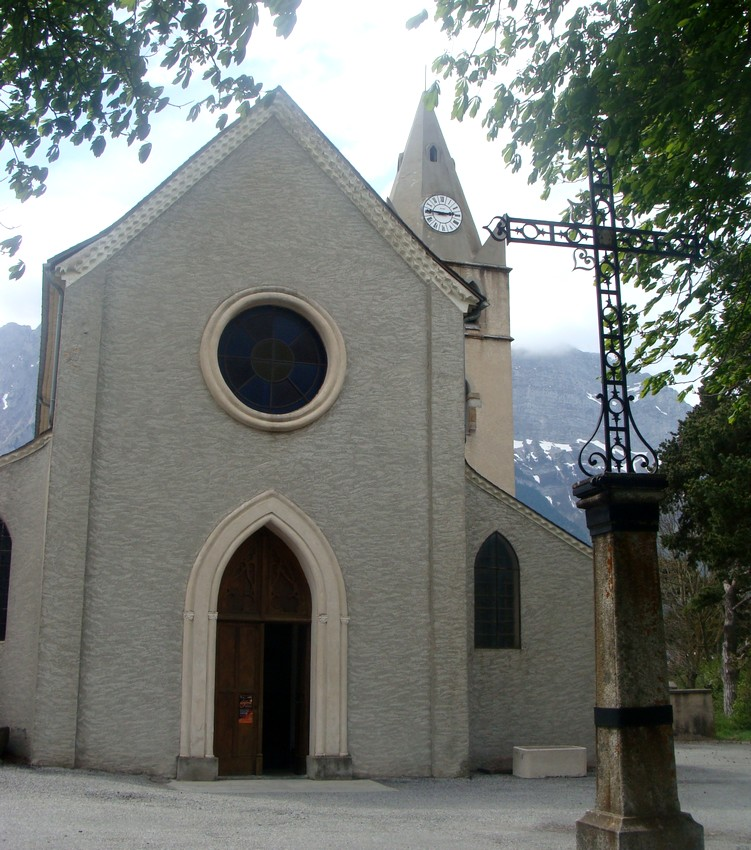
Kirche Sainte-Anne aus dem 19. Jahrhundert
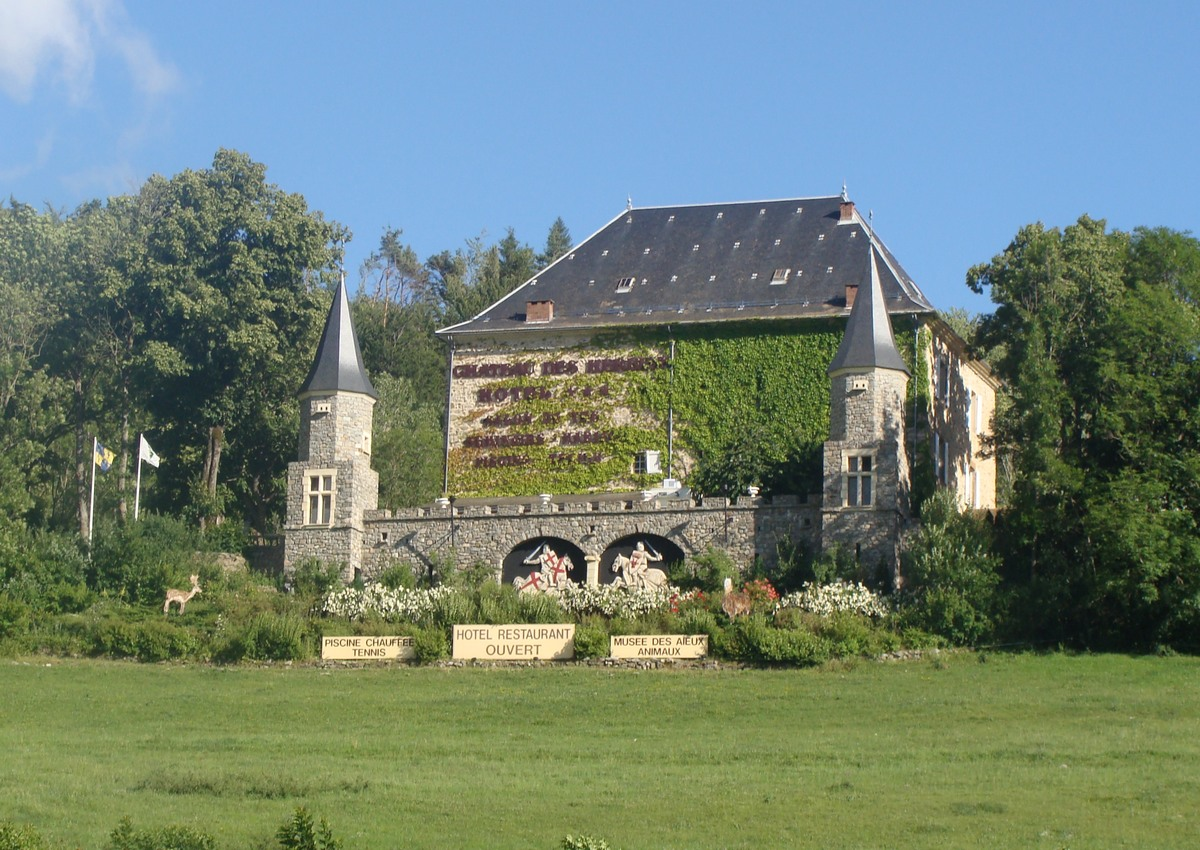
Château des Herbeys
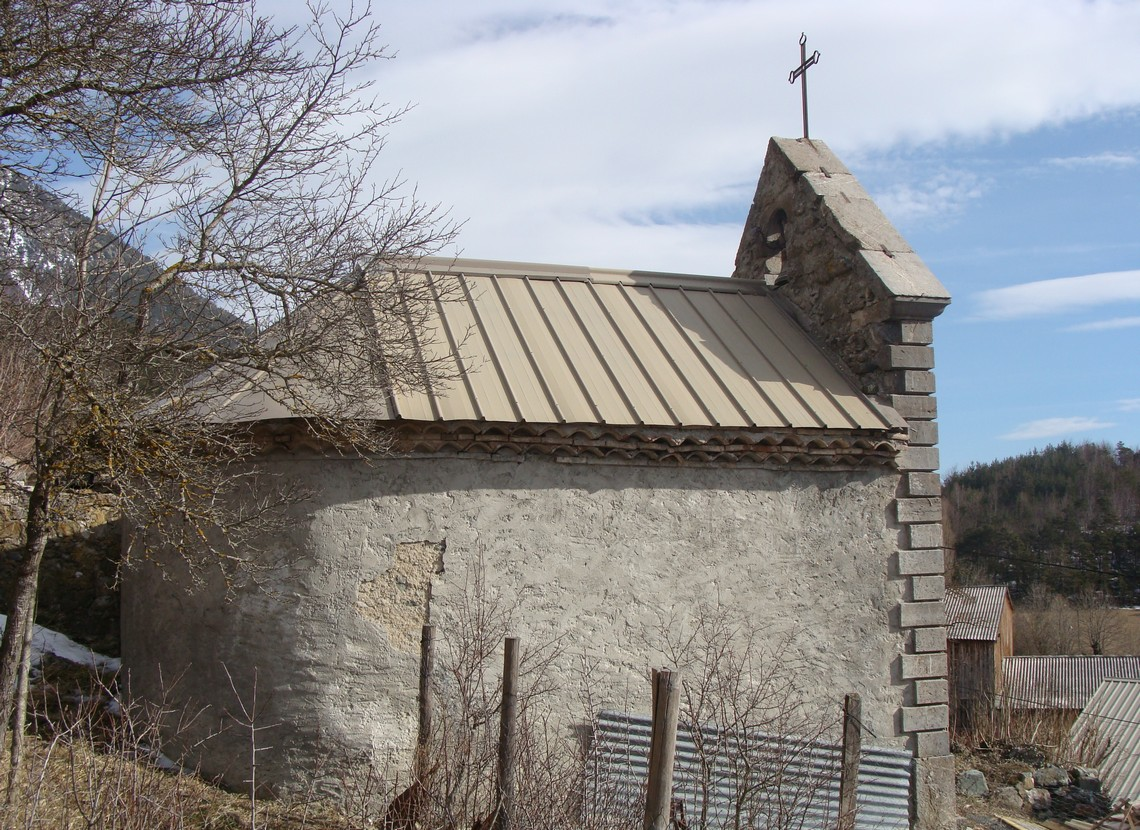
Kapelle von Les Costes
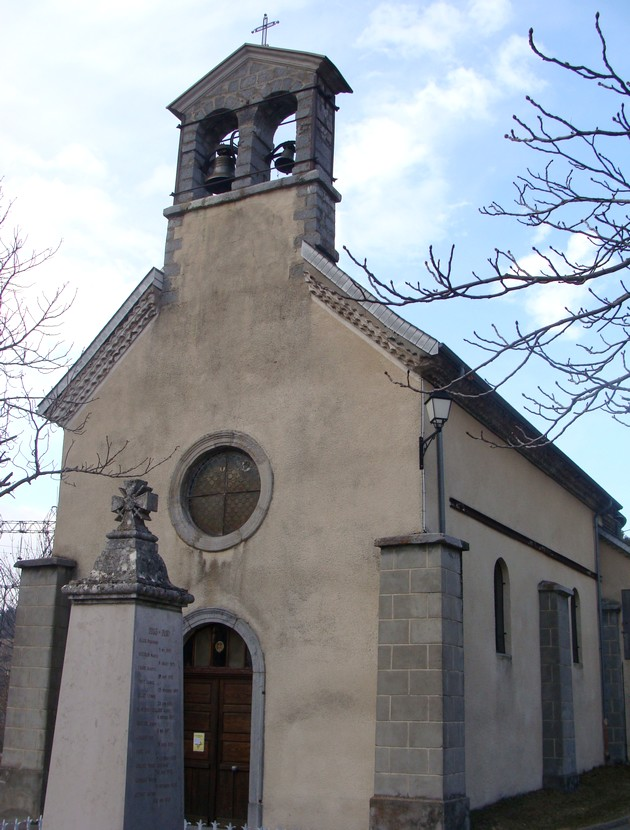
Kirche von Les Costes